# 松田元太
松田 元太（まつだ げんた、1999年4月19日 - ）は、日本のアイドル、タレント、俳優、声優、歌手。男性アイドルグループ・Travis Japanのメンバー。
埼玉県出身。STARTO ENTERTAINMENT所属。

## 来歴
小学4年生の時に母親にHey!Say!JUMPのコンサートに連れて行ってもらい、山田涼介を見てジャニーズ事務所に入ることを決意。2011年2月10日に入所し、ジャニーズJr.として活動を開始する。
2014年5月5日に結成が発表されたSexy Zoneの弟分ユニット・Sexy 松に松島聡や松倉海斗と共にメンバーに選ばれ、夏にはEXシアターでSexy Boyzと単独公演を行う。
2017年11月19日、Travis Japanに加入。2022年10月28日、Travis Japanのメンバーとしてジャニーズ事務所では初の配信シングル『JUST DANCE!』で全世界メジャーデビュー。
2024年8月17日、個人公式Instagramを開設した。

## 人物
Travis Japanの最年少メンバーであり、天真爛漫。コミュニケーション能力が高く、誰にでも物怖じせずに接するタイプで、場の空気を読む力に秀でている。正しい九九が言えなかったことが話題となり、「九九ニキ」の異名も持ち、“天然おバカキャラ”でブレイクした。

バラエティ番組『芸能人が本気で考えた!ドッキリGP』（フジテレビ系）の企画「記憶忍者隊 マッサマン」に、キャラクター「マツダマン」として2023年12月から出演している。

## 受賞歴
2024年
- 第28回日刊スポーツ・ドラマグランプリ 春ドラマ 助演男優賞（『東京タワー』）

## 出演
個人での出演のみ。ユニットとしての活動はSexy 松（Show）、Travis Japan#出演、ジャニーズJr.の一員としての出演はジャニーズJr.#出演を参照。

### 映画
- 君が落とした青空（2022年2月18日、ハピネットファントム・スタジオ） - 主演・篠原修弥 役（福本莉子とのダブル主演）[18]

### テレビドラマ
- お兄ちゃん、ガチャ 第8話（2015年3月1日、日本テレビ） - ネガ 役[19]
- 監察医 朝顔 第2シリーズ 第1話（2020年11月2日、フジテレビ） - 佐藤祐樹 役[20]
- だから殺せなかった（2022年1月9日 - 2月6日、WOWOW） - 江原陽一郎 役[21]
- 結婚予定日（2023年8月4日 - 9月29日、毎日放送） - 主演・結城真臣 役（大原櫻子とダブル主演）[22]
- ゼイチョー〜『払えない』にはワケがある〜（2023年10月14日 - 12月23日、日本テレビ） - 増野環 役[23]
- 東京タワー（2024年4月20日 - 6月15日、テレビ朝日） - 大原耕二 役[24]
- ビリオン×スクール（2024年7月5日 - 9月13日、フジテレビ） - 紺野直斗 役[25]
- アイシー〜瞬間記憶捜査・柊班〜  最終話（2025年3月25日、フジテレビ） - 人見廉 役[26]
- 人事の人見（2025年4月8日 - 6月17日、フジテレビ） - 主演・人見廉 役[27][28]

### 配信ドラマ
- 東京タワー（2024年5月11日 - 18日、TELASA） - 主演・大原耕二 役[29]
- 『ビリオン×スクール』FODオリジナルストーリー（2024年9月13日、FOD） - 紺野直斗 役[30]

### 劇場アニメ
- たべっ子どうぶつ THE MOVIE（2025年5月1日、クロックワークス） - 主演・らいおんくん 役[31]

### 吹き替え
- ライオン・キング:ムファサ（2024年12月20日、ウォルト・ディズニー・ジャパン） - タカ 役[32]

### バラエティ番組
- 痛快TV スカッとジャパン（フジテレビ）
  - 第124回「ブスと呼ばないで」（2018年4月23日）[33] - 北里優也 役
  - 第227回「美容師さんの神対応」（2021年1月11日）[34][35] - 上岡虎一 役
  - 第237回「全く言うことを聞かないナマイキ年下男子と看護師の禁断の恋」（2021年4月19日）[36] - 是永礼央 役
- 芸能人が本気で考えた!ドッキリGP（2023年12月 - ）[注釈 1]
- ぽかぽか（2024年4月1日 - 、フジテレビ） - 月曜レギュラー[38]
- 今夜はナゾトレ（2024年10月8日 - 12月・2025年4月1日 - 、フジテレビ） - 2024年10月期[39]・2025年4月期シーズンレギュラー[40]
- めざましテレビ（2025年4月8日・14日・28日、フジテレビ） - マンスリーエンタメプレゼンター[41]

### ラジオ
- ドラマ特区「結婚予定日」放送記念 Travis Japan 松田元太の99PERCENTラジオ（2023年8月19日、MBSラジオ） - パーソナリティ[42]

### CM・広告
- BRサーティワンアイスクリーム
  - 「真夏の雪だるま大作戦!」（2013年7月 - ）[43]
  - 「ダブルを語る」（2022年7月 - ） - テレビCM・Web動画[44][45]
- Epic Games「フォートナイト」（2018年12月 - ）[46]
- はごろもフーズ「朝からフルーツ」（2022年5月 - ） - WEB動画[47]
- P&Gジャパン「h&s」（2024年11月 - ）[48]
- UHA味覚糖「忍者めし」（2024年11月 - ）[49]
- 関電不動産開発（2025年7月 - ）[50]
- 味の素冷凍食品「ザ★シリーズ」（2025年8月 - ）[51]

### コンサート
- ガムシャラ J's Party !! Vol.1（2014年2月1日 - 2日、EXシアター六本木）[52]
- ジャニーズ銀座 2015（2015年5月12日 - 5月14日、シアタークリエ）[53][54]
- SUMMER STATION ジャニーズキング（2016年7月30日 - 8月1日、6日、7日、10日、11日、13日、14日、EXシアター六本木）[55]
- Friends of Disney Concert 〜10th Anniversary〜（2025年4月20日、東京国際フォーラム ホールA）[56]

### イベント
- ジャニーズ大運動会 2017（2017年4月16日、東京ドーム）[57]
- Rakuten GirlsAward 2025 SPRING/SUMMER（2025年5月3日、国立代々木競技場第一体育館） - 映画『たべっ子どうぶつ THE MOVIE』スペシャルステージ[58]

### 舞台
- Johnny's Dome Theatre 〜SUMMARY〜（2012年9月8日 - 9日、TOKYO DOME CITY HALL）[59]
- JOHNNYS' World -ジャニーズ・ワールド-
  - 2015新春 JOHNNYS' World（2015年1月1日 - 27日、帝国劇場）[60]
  - ジャニーズ・フューチャー・ワールド from帝劇to博多（2016年9月19日 - 30日、博多座）[61]
  - JOHNNYS' Future WORLD（2016年10月8日 - 25日、梅田芸術劇場）[62]
- 滝沢歌舞伎2016（2016年4月10日 - 5月15日、新橋演舞場）[63]
- WBB vol.12 「ミクロワールド・ファンタジア」（2017年7月26日 - 8月1日、紀伊国屋サザンシアター TAKASHIMAYA / 2017年8月4日 - 8月6日、グランフロント大阪北館4階「ナレッジシアター」） - 主演・アレックス 役（佐野瑞樹とのW主演）[64]
- SHOCKシリーズ
  - Endless SHOCK（2017年2月1日 - 3月31日、帝国劇場[65] / 9月8日 - 30日、梅田芸術劇場[66] / 10月8日 - 31日、博多座[67]）
  - Endless SHOCK（2018年2月4日 - 3月31日、帝国劇場）[68]
  - Endless SHOCK（2019年2月4日 - 3月31日、帝国劇場[69] / 9月11日 - 10月5日、梅田芸術劇場[70]）